# 대한민국 형사소송법 제168조
대한민국 형사소송법 제168조는 증인의 여비, 일당, 숙박료에 대한 형사소송법의 조문이다.

## 조문
제168조(증인의 여비, 일당, 숙박료) 소환받은 증인은 법률의 규정한 바에 의하여 여비, 일당과 숙박료를 청구할 수 있다. 단, 정당한 사유없이 선서 또는 증언을 거부한 자는 예외로 한다.

第168條(證人의 旅費, 日當, 宿泊料) 召喚받은 證人은 法律의 規定한 바에 依하여 旅費, 日當과 宿泊料를 請求할 수 있다. 但, 正當한 事由없이 宣誓 또는 證言을 拒否한 者는 例外로 한다.

## 참고 문헌
- 손동권 신이철, 새로운 형사소송법(초판, 2013), 세창, 2013. ISBN 9788984114081

## 같이 보기
- 증인